# Hino (Tòquio)
Hino (日野市, Hino-shi) és una ciutat i municipi de Tòquio, a la regió de Kanto, Japó. Com la resta de ciutats del seu entorn, Hino també és un centre industrial alhora que ciutat dormitori dels treballadors de l'àrea metropolitana de Tòquio. A Hino es troba la seu de prestigioses empreses com rellotges Orient o l'empresa d'automoció Hino.

## Geografia
La ciutat de Hino es troba localitzada al centre de la metropoli de Tòquio i, en concret, dins de la regió del Tòquio Occidental, on es troba al sud-est d'aquesta. La ciutat es divideix en tres zones geogràfiques diferenciades; la part occidental anomenada "altiplà de Hino", aproximadament vora als 100 metres sobre el nivell de la mar i la zona sud, els pujols de Tama, entre 150 i 200 metres sobre el nivell de la mar. La zona oriental del municipi és una plana al·luvial banyada pel riu Tama. El terme municipal de Hino limita amb els d'Akishima i Tachikawa al nord, Hachiōji al sud i a l'oest, Tama al sud i Fuchū i Kunitachi a l'est.

### Clima
Hino té, segons la classificació climàtica de Köppen, un clima subtropical humit, caracteritzat pels estius càlids i els hiverns freds, amb lleugeres o inexistents nevades. La temperatura mitjana anual a Hino és de 13,9 graus. La mitjana anual de precipitacions és de 1.647 mil·límetres, sent setembre el mes amb més humitat. La temperatura mitjana més alta és a l'agost amb vora 25,4 graus i la més baixa és al gener amb 2,9 graus.

## Història
L'àrea on actualment es troba el modern municipi de Hino va formar part des del període Nara fins a l'era Meiji de l'antiga província de Musashi. Durant el període Tokugawa, el lloc va progressar com a peatge i lloc de pas al Kōshū Kaidō que conduïa a l'antiga província de Kai, actualment la prefectura de Yamanashi.
A la reforma administrativa Meiji de 1871 quan s'instauraren les actuals prefectures, Hino formava part de la prefectura de Kanagawa. El 1889 Hino va estar sota jurisdicció del districte de Minami-Tama o Tama sud, encara a Kanagawa. L'1 d'abril de 1893 tot el districte fou traspassat a l'antiga prefectura de Tòquio i, alhora, Hino esdevingué vila. El terme municipal de Hino va fer-se més gran degut a les fusions amb altres municipis el 1901 i 1958. El 3 de novembre de 1963 Hino va esdevindre ciutat.

## Administració

### Alcaldes
- Tarō Furuya (1963-1965)
- Kō Ariyama (1965-1969)
- Ei Furuya (1969-1973)
- Kimio Morita (1973-1997)
- Hiromichi Baba (1997-2013)
- Fuyuhiko Ōtsubo (2013-present)

## Demografia
| 1920    | 1930    | 1940    | 1950    | 1960   | 1970   | 1980    |
| ------- | ------- | ------- | ------- | ------ | ------ | ------- |
| 8.150   | 9.175   | 12.476  | 24.444  | 43.394 | 98.557 | 145.448 |
| 1990    | 2000    | 2010    | 2020    | 2030   | 2040   | 2050    |
| 165.928 | 167.942 | 179.464 | 190.598 | -      | -      | -       |

## Transport

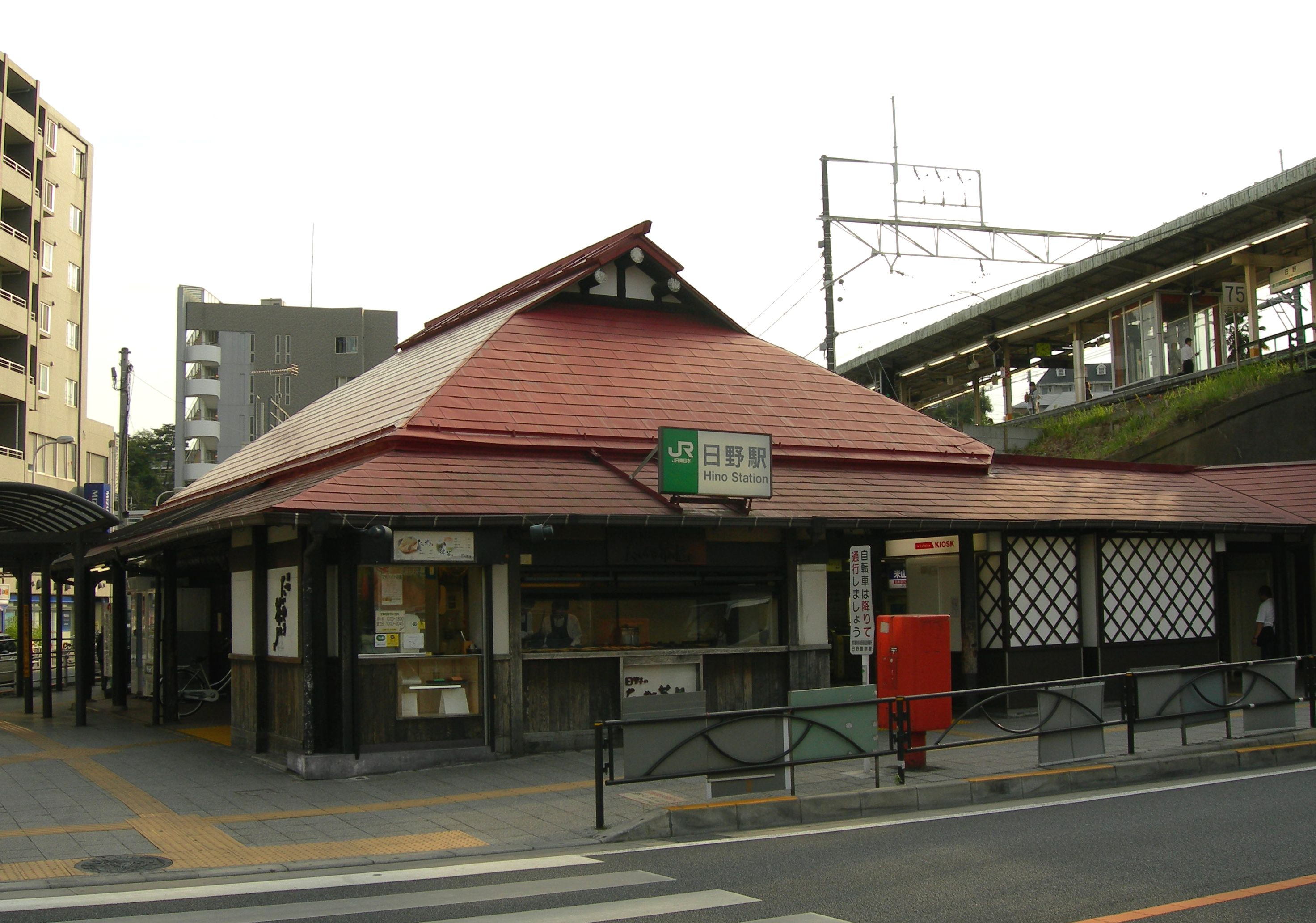
Estació de Hino

### Ferrocarril
- Companyia de Ferrocarrils del Japó Oriental (JR East)
  - Hino - Toyoda
- Ferrocarril Elèctric de Tòquio-Hachiōji (Keiō)
  - Mogusaen - Takahatafudō - Minamidaira - Hirayamajōshi-kōen - Tama-Dōbutsukōen
- Monocarril Metropolità de Tama
  - Kōshū-Kaidō - Manganji - Takahatafudō - Hodokubo - Tama-Dōbutsukōen

### Carretera
- Autopista Chūō
- Nacional 20

## Agermanaments
- Redlands, Califòrnia, EUA. (2004)
- Shiwa, prefectura d'Iwate, Japó. (2017)[6]